# Dwazen denken te beschermen
Dwazen denken te beschermen is een artistiek kunstwerk in Amsterdam-Oost. Er bestaan twee versies, beide van Berend Peter. De kunstenaar was daarbij van mening dat het object van alle kanten bekeken moet kunnen worden, zonder dat "het verhaal" verloren mag gaan; het heeft dus geen specifieke voor-, zij- of achterkant.

## Versie een
Deze kleine versie werd door Berend Peter gemaakt voor de Floriade 1982 die gehouden werd in het recreatiegebied Gaasperplas. Peter ontwierp voor de Nederlandse Kring van Beeldhouwers, die er de beeldenexpositie organiseerde een abstract kunstwerk. Vanuit een opengewerkte kubus van cortenstaal met een afmetingvan 100 x 100 x 100 centimeter, die waterpas staat, stak een vaalblauwe betonnen paal scheef omhoog, ondersteund door een van de ribben van de kubus. Die paal bereikte een hoogte van 280 centimeter.

## Versie twee
De gemeente Amsterdam vroeg aan de kunstenaar een groter model te maken voor plaatsing in het grasgedeelte van het Javaplantsoen in Amsterdam-Oost. De kubus werd opgerekt tot 180 x 180 x 180 cm, de paal bereikte een hoogte van 4,6 meter. De paal werd in de loop der jaren niet vaalblauw maar helder blauw (niet naar de zin van de kunstenaar); de grondribben van de kubus leken volgens de kunstenaar in de grond weggewerkt zijn, maar bleken bij een rapportage in Het Parool in 2019 alleen overwoekerd door gras en onkruid.

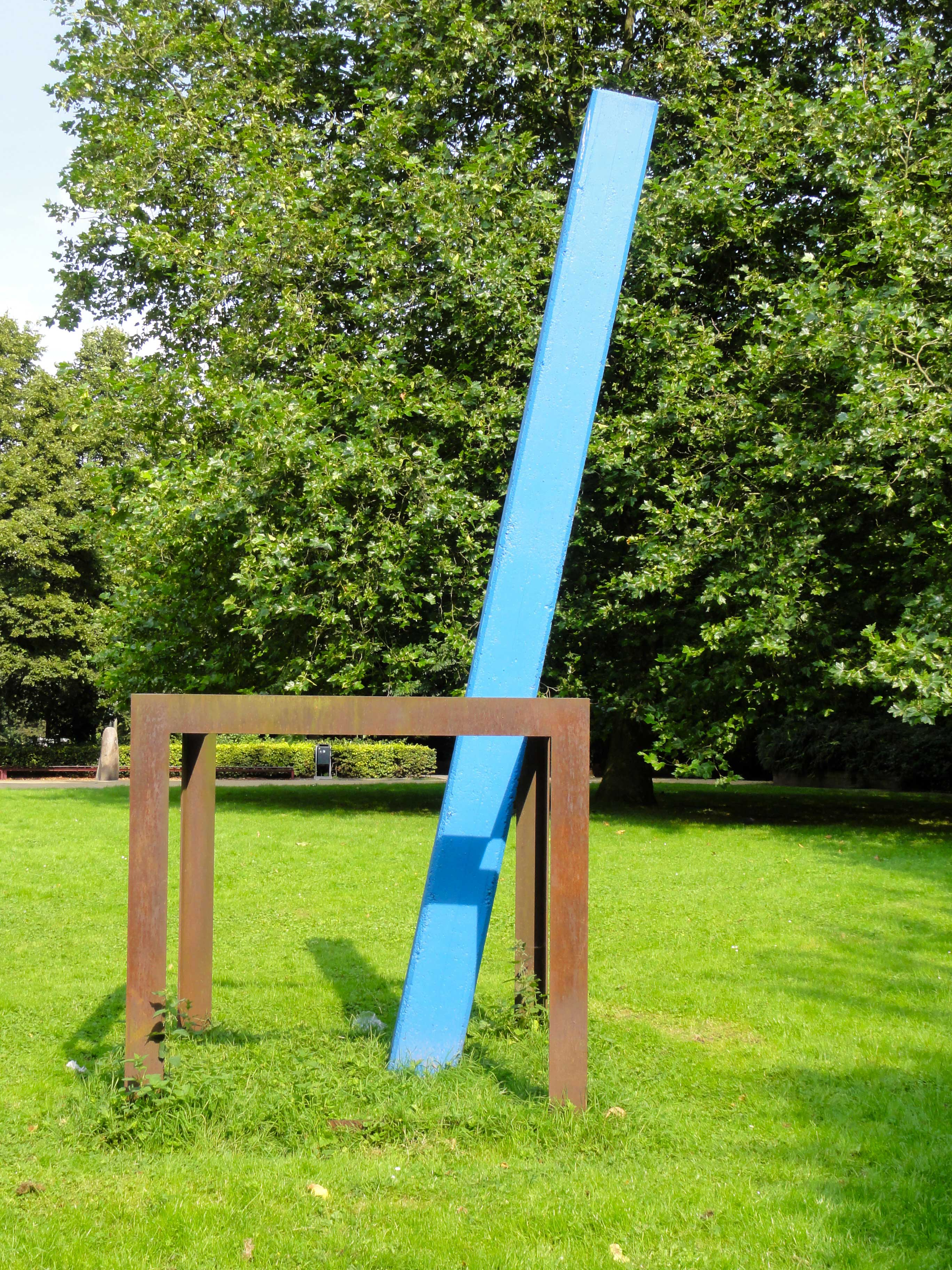
Hetzelfde beeld in de zon (2012)